# 内がけハンドル
内がけハンドル（うちがけハンドル）は自動車のハンドル操作技術のひとつ。ハンドルを逆手でもって、まわす技術。逆手ハンドル（さかて-）ともいう。パワーステアリングがなかった時代にハンドルを切るために力を入れることが必要な際に行われた。
自動車会社では内がけハンドルは操作が遅れる上に、衝突時に逆手でハンドルを切った状態でエアバッグが膨らむと大けがになる可能性が高くなるとしている。